# Agritubel 2008
Questa voce raccoglie le informazioni riguardanti l'Agritubel nelle competizioni ufficiali della stagione 2008.

## Stagione
La squadra ciclistica francese partecipò alle gare dell'circuiti continentali UCI e ad alcuni degli eventi del UCI ProTour 2008 grazie alle wild-card.

## Organico

### Staff tecnico
TM=Team Manager; DS=Direttore Sportivo.
|  | Naz.               | Ruolo | Sportivo             |  |  |  |
|  | ------------------ | ----- | -------------------- |  |  |  |
|  | Francia (bandiera) | GM    | David Fornes         |  |  |  |
|  | Francia (bandiera) | DS    | Denis Leproux        |  |  |  |
|  | Francia (bandiera) | DS    | Emmanuel Hubert      |  |  |  |
|  | Francia (bandiera) | DS    | Frédéric Mainguenaud |  |  |  |

### Rosa
|  | Naz.               |  | Sportivo              | Anno |  |  |
|  | ------------------ |  | --------------------- | ---- |  |  |
|  | Francia (bandiera) |  | Émilien-Benoît Bergès | 1983 |  |  |
|  | Francia (bandiera) |  | Freddy Bichot         | 1979 |  |  |
|  | Francia (bandiera) |  | Maxime Bouet          | 1986 |  |  |
|  | Belgio (bandiera)  |  | Steven Caethoven      | 1981 |  |  |
|  | Francia (bandiera) |  | Jimmy Casper          | 1978 |  |  |
|  | Francia (bandiera) |  | Cédric Coutouly       | 1980 |  |  |
|  | Francia (bandiera) |  | Rémi Cusin            | 1986 |  |  |
|  | Francia (bandiera) |  | Kevin Denis           | 1987 |  |  |
|  | Francia (bandiera) |  | Brice Feillu          | 1985 |  |  |
|  | Francia (bandiera) |  | Romain Feillu         | 1984 |  |  |
|  | Spagna (bandiera)  |  | Mikel Gaztañaga       | 1979 |  |  |
|  | Spagna (bandiera)  |  | Eduardo Gonzalo       | 1983 |  |  |
|  | Francia (bandiera) |  | Cédric Hervé          | 1979 |  |  |
|  | Belgio (bandiera)  |  | Kevyn Ista            | 1984 |  |  |
|  | Francia (bandiera) |  | Nicolas Jalabert      | 1973 |  |  |
|  | Francia (bandiera) |  | David Le Lay          | 1979 |  |  |
|  | Francia (bandiera) |  | Geoffroy Lequatre     | 1981 |  |  |
|  | Francia (bandiera) |  | Christophe Moreau     | 1971 |  |  |
|  | Francia (bandiera) |  | Anthony Ravard        | 1983 |  |  |
|  | Francia (bandiera) |  | Christophe Rinero     | 1973 |  |  |
|  | Francia (bandiera) |  | Benoît Salmon         | 1984 |  |  |
|  | Francia (bandiera) |  | Nicolas Vogondy       | 1977 |  |  |

## Palmarès

### Corse a tappe
- Tour of Britain

3ª tappa (Émilien-Benoît Bergès)
Classifica generale (Geoffroy Lequatre)
- Tour Méditerranéen

2ª tappa (Jimmy Casper)
- Tour de Normandie

Prologo (Maxime Bouet)
1ª tappa (Anthony Ravard)
2ª tappa (Anthony Ravard)
3ª tappa (Anthony Ravard)
5ª tappa (Steven Caethoven)
- Circuit de Lorraine

2ª tappa (Jimmy Casper)
- Trois jours de Vaucluse

1ª tappa (Nicolas Vogondy)
Classifica generale (Nicolas Vogondy)
- Boucle de la Mayenne

Prologo (Nicolas Vogondy)
2ª tappa (Jimmy Casper)
Classifica generale (Freddy Bichot)
- Tour Alsace

5ª tappa (Brice Feillu)
- Circuit de la Sarthe

1ª tappa (Anthony Revard)
- Rhône-Alpes Isère Tour

3ª tappa (Nicolas Vogondy)

### Corse in linea
- Boucles de l'Aulne (Romain Feillu)
- Classic Loire-Atlantique (Mikel Gaztañaga Echeverria)
- Route Adélie de Vitré (Kevyn Ista)
- Châteauroux-Classic de l'Indre (Anthony Revard)

### Campionati nazionali
- Campionato francese

In linea (Nicolas Vogondy)

## Classifiche UCI

### UCI Europe Tour
Individuale
Piazzamenti dei corridori dell'Agritubel nella classifica dell'UCI Europe Tour 2008.
| Pos. | Ciclista              | Punti |
| ---- | --------------------- | ----- |
| 20   | Nicolas Vogondy       | 286   |
| 28   | Anthony Ravard        | 251   |
| 29   | Kevin Ista            | 244   |
| 35   | Jimmy Casper          | 226   |
| 43   | Geoffroy Lequatre     | 211   |
| 58   | David Le Lay          | 191   |
| 96   | Romain Feillu         | 149   |
| 207  | Nicolas Jalabert      | 82    |
| 221  | Christophe Moreau     | 79    |
| 242  | Freddy Bichot         | 73    |
| 269  | Émilien Benoît Berges | 67    |
| 296  | Maxime Bouet          | 61    |
| 310  | Mikel Gaztañaga       | 58    |
| 478  | Cédric Coutouly       | 34    |
| 525  | Steven Caethoven      | 30    |
| 650  | Eduardo Gonzalo       | 21    |
| 1060 | Christophe Rinero     | 7     |
| 1060 | Benoît Salmon         | 7     |

Squadre
L'Agritubel chiuse in quarta posizione con 1640 punti.